# Conde da tenda

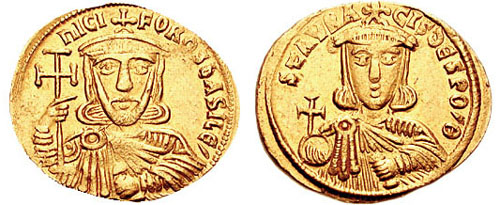
Soldo de r. e seu filho Estaurácio

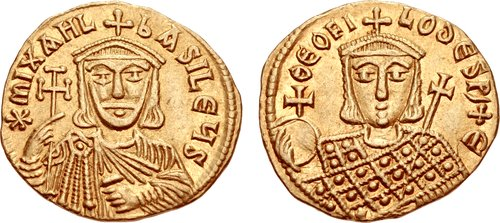
Soldo de r. e seu filho Teófilo

Conde da tenda (em grego: κόμης της κόρτης; romaniz.: komēs tēs kortēs) foi um ofício administrativo provincial bizantino atestado do século VIII ao começo do século XII. O título deriva de korte, "tenda". Segundo o imperador do século X Constantino VII Porfirogênito (r. 913–959), durante as campanhas imperiais através das províncias (temas), o conde e seus subordinados, os cortinários, eram responsáveis por armar a tenda imperial e assistir o drungário da guarda na vigilância do acampamento à noite.
O conde é atestado em selos e documentos do século VIII e começo do século XII, e foi um oficial ligado ao séquito de um estratego, o governador militar de um tema; em selos, a província onde ele serviu é frequentemente denotada. O imperador frequentemente tinha um conde da tenda para servi-lo, o mais famoso deles foi Miguel, o Amoriano sob Nicéforo I, o Logóteta (r. 802–811).
As funções do ofício não são claras, mas com base em seu papel em fontes narrativas o conde parece ter estado principalmente envolvido com assuntos policiais e judiciais; Nicolas Oikonomides vê-o como "uma espécie de chefe do estado maior". Eles parecem ter sido classificados entre as posições de nível médio na corte como o espatário e candidato.